# Collalto (Colle di Val d'Elsa)
Collalto is een plaats (frazione) in de Italiaanse gemeente Colle di Val d'Elsa.

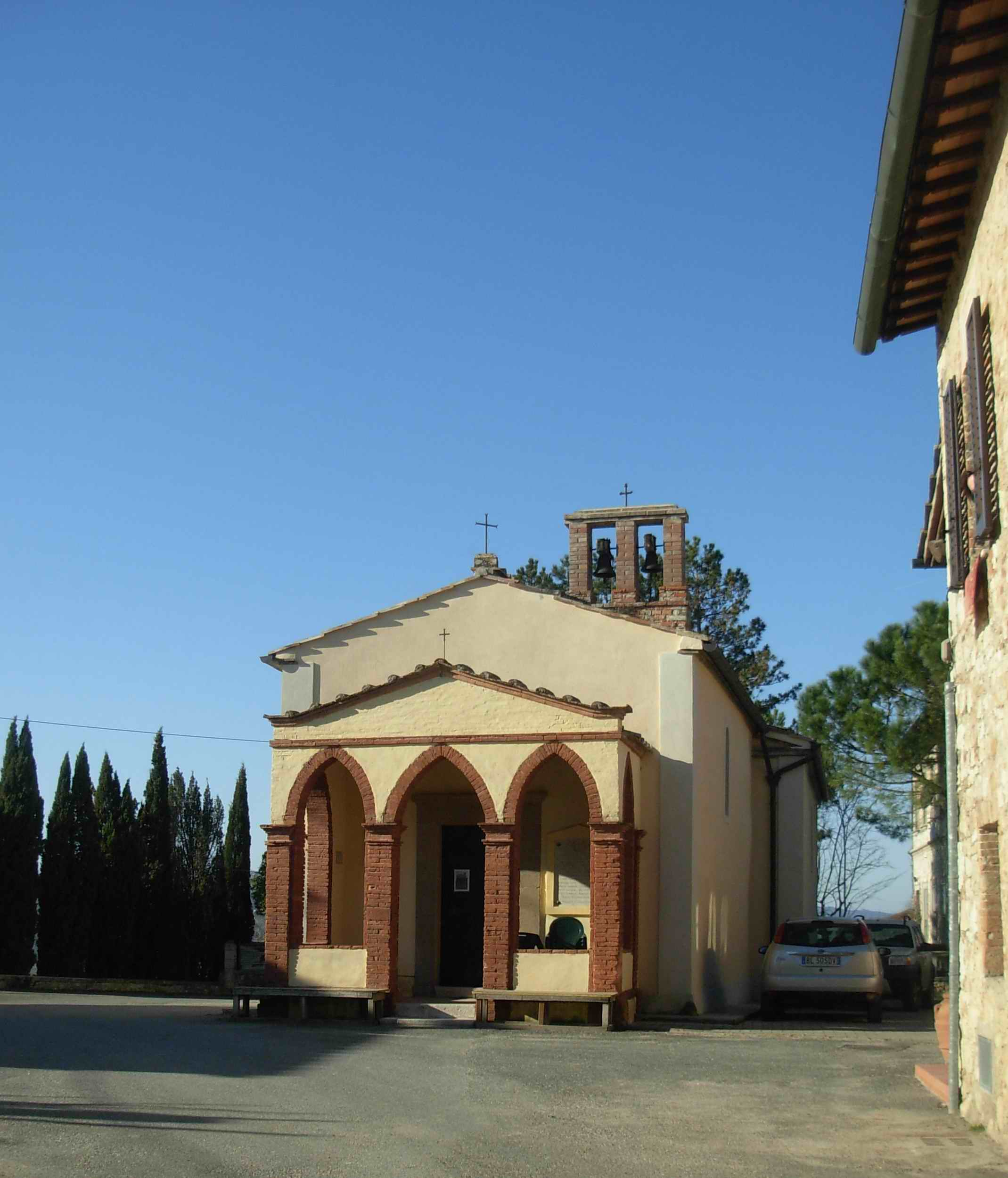
Kerk